# Якоб Аль-Хулаїфі
Якоб Аль-Хулаїфі (28 травня 2001) — катарський плавець. Учасник Чемпіонату світу з водних видів спорту 2017 на дистанціях 100 метрів батерфляєм і 200 метрів вільним стилем. Учасник Чемпіонату світу з водних видів спорту 2019 на дистанціях 100 метрів батерфляєм і 200 метрів вільним стилем.